# Chung kết Cúp Liên đoàn bóng đá Anh 1998
Chung kết Football League Cup 1998 là một trận đấu bóng đá giữa Chelsea và Middlesbrough diễn ra vào ngày 29 tháng 3 năm 1998 trên Sân vận động Wembley. Chelsea, dưới thời huấn luyện viên mới Gianluca Vialli, giành chiến thắng với hai bàn thắng trong hiệp phụ và giành chức vô địch UEFA Cup Winners' Cup sau đó trong cùng mùa giải. Middlesbrough thất bại trong hai trận chung kết liên tiếp sau khi quay trở lại với Premier League chỉ trong một mùa giải.

## Đường tới Wembley
| Vòng 3: Chelsea 1–1 Blackburn Rovers (Chelsea thắng 4–1 penalty) Vòng 4: Chelsea 2–1 Southampton Tứ kết: Ipswich Town 2–2 Chelsea (Chelsea thắng 4–1 penalty) Bán kết, lượt đi: Arsenal 2–1 Chelsea Bán kết, lượt về: Chelsea 3–1 Arsenal | Vòng 2, lượt đi: Middlesbrough 1–0 Barnet Vòng 2, lượt về: Barnet 0–2 Middlesbrough Vòng 3: Middlesbrough 2–0 Sunderland Vòng 4: Middlesbrough 1–1 Bolton Wanderers Tứ kết: Reading 0–1 Middlesbrough Bán kết, lượt đi: Liverpool 2–1 Middlesbrough Bán kết, lượt về: Middlesbrough 2–0 Liverpool |

## Chi tiết
| Chelsea                       | 2–0 (h.p.) | Middlesbrough |
| ----------------------------- | ---------- | ------------- |
| Sinclair 95' · Di Matteo 107' | Chi tiết   |               |

| Chelsea | Middlesbrough |

| GK               | 1  | Ed de Goey        |          |     |
| RWB              | 2  | Dan Petrescu      |          | 75' |
| CB               | 5  | Frank Leboeuf     | Thẻ vàng |     |
| CB               | 12 | Michael Duberry   |          |     |
| CB               | 20 | Frank Sinclair    |          |     |
| LWB              | 14 | Graeme Le Saux    | Thẻ vàng |     |
| CM               | 16 | Roberto Di Matteo |          |     |
| CM               | 11 | Dennis Wise       | Thẻ vàng |     |
| CM               | 24 | Eddie Newton      |          |     |
| CF               | 25 | Gianfranco Zola   |          |     |
| CF               | 10 | Mark Hughes       | Thẻ vàng | 83' |
| Dự bị:           |    |                   |          |     |
| GK               | 13 | Kevin Hitchcock   |          |     |
| DF               | 6  | Steve Clarke      |          | 75' |
| FW               | 19 | Tore André Flo    |          | 83' |
| Huấn luyện viên: |    |                   |          |     |
| Gianluca Vialli  |    |                   |          |     |

| GK               | 1  | Mark Schwarzer  |          |      |
| RB               | 2  | Gianluca Festa  |          |      |
| CB               | 4  | Steve Vickers   |          |      |
| CB               | 5  | Nigel Pearson   |          |      |
| LB               | 3  | Vladimír Kinder |          |      |
| RM               | 10 | Paul Merson     |          |      |
| CM               | 6  | Robbie Mustoe   |          |      |
| CM               | 7  | Neil Maddison   |          | 102' |
| LM               | 11 | Andy Townsend   | Thẻ vàng |      |
| CF               | 8  | Hamilton Ricard |          | 65'  |
| CF               | 9  | Marco Branca    |          |      |
| Dự bị:           |    |                 |          |      |
| DF               | 12 | Curtis Fleming  |          |      |
| FW               | 13 | Mikkel Beck     |          | 102' |
| MF               | 14 | Paul Gascoigne  | Thẻ vàng | 65'  |
| Huấn luyện viên: |    |                 |          |      |
| Bryan Robson     |    |                 |          |      |